# Manuel Segade Lodeiro
Manuel Segade Lodeiro (La Corunya, 1977) és un historiador de l'art i comissari gallec.
Manuel Segade és llicenciat en Història de l'Art per la Universitat de Santiago de Compostel·la. La seva investigació predoctoral es va centrar en la revisió de la teatralitat i les estructures lingüístiques al·legòriques en l'escultura de la dècada dels vuitanta a través de l'obra de Juan Muñoz. Des de 1998 treballa en fragments d'una història cultural de les pràctiques estètiques de finals del segle xix, al voltant de la producció d'una subjectivitat somàtica i sexualitzada, tema sobre el qual va publicar l'assaig Narciso fin de siglo (Melusina, 2008).
Durant els anys 2005 i 2006 va ser coordinador de continguts de Metrònom Fundació Rafael Tous d'Art Contemporani de Barcelona. Entre 2007 i 2009 va ser comissari al Centro Galego de Arte Contemporánea de Santiago de Compostel·la. A partir de 2009 va reprendre el seu treball com a comissari independent, amb projectes per a La Casa Encendida, ARCO, MUSAC, Centre d'Art La Panera o Centro de Arte Dos de Mayo, on va comissariar una exposició individual dedicada a Lara Almarcegui. Actualment viu a París, on treballa com a investigador i comissari independent.

## Pràctica curatorial
Segons ell mateix declara, la seva pràctica comissarial i escrita respon a un conjunt de preocupacions: la circulació de discursos crítics al voltant de la representació. Això es concreta en uns interessos bàsics: la construcció estètica de la subjectivitat, les formes en què es desenvolupa una comunitat, la història del cos, l'atenció a la complexitat dels modes de vida, la teoria 'queer' o la performativitat del llenguatge, enllaçats a través d'una tasca que considera essencialment política.